# تسینارخی
تسینارخی (انگلیسی: Tsinarekhi) یک شهرک در استان شیدا کارتلی کشور گرجستان است.